# 赵赫 (主持人)
赵赫（1961年6月—2022年1月10日），男，北京人，中国电视节目主持人。

## 生平
赵赫1961年6月生于北京，1980年参加工作，1982年考入北京广播学院（今中国传媒大学）播音系。1987年进入中国中央电视台，长期担任《经济半小时》主持人、编辑，2008年获得“金话筒奖”。赵赫还曾担任中央广播电视总台财经节目中心副召集人。2021年6月退休。
2022年1月10日，赵赫因癌症逝世，享壽61岁。